# Дернберг, Вильгельм Каспар Фердинанд
Барон Вильгельм Каспар Фердинанд фон Дернберг (Деренберг) (нем. Wilhelm Caspar Ferdinand Freiherr von Dörnberg; 1768—1850) — генерал-лейтенант, участник Наполеоновских войн, посланник Ганновера в Российской империи.

## Биография
Вильгельм фон Дернберг родился 14 апреля 1768 года в Оберауле в Гессене. В январе 1783 года Вильгельм поступил на службу в 1-й батальон Гессен-Кассельской гвардии. 22 января 1785 г. произведён в лейтенанты.
Позднее Дернберг служил полковником в вестфальских егерях при короле Жероме (Иерониме) Бонапарте, но вместе с тем был членом тайных обществ, распространившихся в Германии с целью освободиться от власти французов.
В 1809 году, во время войны Австрии с Францией, взбунтовалась одна деревня близ Касселя. Дернберг, посланный с военной командой для усмирения её, задумал воспользоваться этим случаем, чтобы возмутить своих солдат и свергнуть Иеронима с престола, но войска отказались повиноваться ему и возвратились в Кассель. Тогда Дернберг бежал в Богемию и вступил в корпус герцога Брауншвейгского, с которым на стороне Австрии участвовал во всех последующих военных действиях против Наполеона I, а затем уехал в Англию.
В 1812 году Дернберг вступил в Русскую армию и, формально оставаясь генерал-майором австрийской службы, в составе Русско-немецкого легиона находился в корпусе Петра Витгенштейна, отличился в сражении под Калишем.
В 1813 году начальствовал партизанским отрядом, который вместе с отрядом генерала Чернышёва отличился в бою под Люнебургом и в других делах. 27 марта 1813 года награждён орденом Св. Георгия III класса (№ 285 по спискам Григоровича — Степанова и Судравского)
В награду за поражение французских войск 21-го марта 1813 года и взятие города Люнебурга.
Потом начальствовал авангардом войск генерала Вальмодена. За отличие в делах против французов также получил ордена Св. Владимира 3-й степени и Св. Анны 1-й степени.
По окончании Наполеоновских войн, Дернберг перешёл в ганноверскую службу и в 1830 году состоял ганноверским посланником при русском правительстве. На последнем посту император Николай I наградил Дернберга орденом Св. Александра Невского.
Скончался Дернберг 19 марта 1850 года в Мюнстере.
Его дочь — Selma Thusnelda Freiin von Dörnberg (1797—1876) была женой прусского генерала от кавалерии Карла фон дер Гребена.